# ماساهيرو ماتسوكا
ماساهيرو ماتسوكا (باليابانية: 松岡昌宏) هو طبال ومغني وممثل ياباني، ولد في 11 يناير 1977 بسابورو في اليابان.

## وصلات خارجية
- ماساهيرو ماتسوكا على موقع IMDb (الإنجليزية)
- ماساهيرو ماتسوكا على موقع ميوزك برينز (الإنجليزية)
- ماساهيرو ماتسوكا على موقع أول موفي (الإنجليزية)
- ماساهيرو ماتسوكا على موقع قاعدة بيانات الفيلم (الإنجليزية)
- ماساهيرو ماتسوكا على موقع ANN person (الإنجليزية)